# Leyla Hussein
Leyla Hussein (em somali:  Leyla Xuseen) é uma psicoterapeuta e ativista social britânica nascida na Somália, na África. Ela é a fundadora do projeto Dahlia, uma das co-fundadoras da organização sem fins lucrativos Filhas de Eva e chefe executiva da Hawa's Haven. Em 2020, Leyla foi eleita Reitora da Universidade de St. Andrews, tornando-a a terceira mulher e a primeira mulher negra a ocupar este cargo.

## Vida pessoal
Leyla Hussein nasceu em 1980, na Somália. Ela vem de uma família privilegiada no contexto de seu país, já que seus pais tiveram formação profissional. Ela tem uma filha.
Mais tarde, Leyla emigrou para o Reino Unido e obteve um diploma de pós-graduação em aconselhamento terapêutico pela Thames Valley University.

## Carreira
Leyla Hussein trabalhou por dez anos em saúde reprodutiva depois de trabalhar com jovens. Leyla Hussein trabalhou para a African Well Women Clinic, em Waltham Forest, na Inglaterra, onde trabalhou em estreita colaboração com sobreviventes da mutilação genital feminina (MGF) do Reino Unido. Leyla trabalhou como consultora de saúde sexual no projeto NAZ, em Londres, trabalhando com somalis afetados pelo HIV e AIDS. Em 2010, junto com Nimco Ali e Sainab Abdi, ela fundou o Filhas de EVA. A organização sem fins lucrativos foi criada para ajudar jovens mulheres e meninas, com foco em fornecer educação e aumentar a conscientização sobre a Mutilação Genital Feminina (MGF). A própria Leyla é uma sobrevivente da MGF. Após a gravidez, ela queria garantir a segurança física de sua filha e isso a inspirou a começar uma campanha para mudar a forma como as meninas globalmente são protegidas de todas as formas de danos.
Além disso, Leyla Hussein é a chefe executiva da Hawa's Haven, uma coalizão de ativistas de mulheres somalis e ativistas comunitárias que visa aumentar a conscientização sobre a violência de gênero. Ela também dirige o grupo de terapia de apoio Dahlia's Project, que foi estabelecido em parceria com o Manor Garden Health Advocacy Project, onde atua como Consultora de Treinamento Independente, bem como Facilitadora Comunitária.
Ela é a embaixadora global do The Girl Generation, um programa de comunicação de mudança social com o objetivo de acabar com a MGF em uma geração, que atualmente trabalha em 10 países africanos.
Como profissional de saúde, Leyla Hussein trabalha em estreita colaboração com a Polícia Metropolitana por meio de seu Projeto Azure. Ela foi anteriormente conselheira da campanha END FGM-European apoiada pela Anistia Internacional, falando nesta qualidade perante as legislaturas de Chipre, Viena e Londres. Além disso, Leyla Hussein faz parte do conselho de curadores do The Special FGM Initiative Advisory Group e do Desert Flower Foundation Advisory Group (instituição de caridade financiada por Waris Dirie), e do grupo consultivo de Inspeção de Polícia de Sua Majestade sobre Violência contra Mulheres e Meninas (VAWG) Painel de escrutínio e envolvimento do Crown Prosecution. Ela também costumava se sentar no Conselho de Curadores de Londres do Projeto Naz.
Leyla Hussein foi uma das cinco protagonistas do documentário #Female Pleasure, dirigido pela cineasta suíça Barbara Miller e estreado no Festival de Locarno de 2018. O filme fala sobre a sexualidade no século XXI a partir da perspectiva de uma mulher e sobre a repressão contínua das mulheres nas estruturas patriarcais.
Em 2020, Leyla Hussein foi eleita Reitora da Universidade de St Andrews.

## Palestras
Além de seu trabalho psicoterapêutico e de consultoria, Leyla Hussein foi convidada para falar sobre questões relacionadas a meninas, mulheres e direitos humanos em várias plataformas, incluindo TedX, o Fórum Oslo Freedom, o Festival Mulheres do Mundo, o Festival Fuse, o Festival AKE, o Evento Stylist Live e muito mais.
Ela falou em vários programas de rádio e televisão, incluindo Radio World Service, BBC World, Have Your Say, Woman's Hour, Universal TV, BBC TV, Al Jazeera TV, Channel 5, CNN, ABC. Atualmente, ela está nos podcasts The Guilty Feminists e foi recentemente entrevistada por Jay Nordlinger.
Em 2013, Leyla Hussein apresentou The Cruel Cut, um documentário que acompanha seu trabalho para acabar com a MGF no Reino Unido. O documentário foi ao ar no Canal 4 e, instantaneamente, se tornou um documentário inovador que ajudou a mudar as políticas e leis britânicas sobre como lidar com a MGF. O documentário e Leyla Hussein foram indicados ao BAFTA em 2014.
Leyla Hussein foi convidada para falar em várias universidades nos últimos anos, incluindo a Universidade de Cambridge, a Universidade de Oxford, a Universidade da Califórnia em Los Angeles, a Universidade do Leste de Londres, a Universidade de Columbia, a Barnard College, a Universidade de Georgetown, a Universidade de Harvard e a Universidade da Pensilvânia.

## Honras e prêmios
- 2008 - PCT Breaking Down Barriers Award.[6]
- 2010 - Prêmio de Mulher do Ano do Cosmopolitan Ultimate Campaigner.[6]
- 2011 - Prêmio Emma Humphrey.[6]
- 2011 - Prêmio especial Lin Groves.[7]
- 2012 - True Honor Award da Iranian and Kurdish Women's Right organisation.[11]
- 2013 - BBC 100 Women of 2013.[6]
- 2013 - Prêmio Embaixador da Paz da Federação Inter-religiosa e Internacional para a Paz.[6]
- 2014 - Lista Debretts 500.[11]
- 2014 - Leyla Hussein e Nimco Ali receberam um prêmio de comunidade/caridade da Red Magazine Woman por seu trabalho com Filhas de Eva.[11]
- 2014 - Leyla Hussein e Nimco Ali ficaram em sexto lugar na Woman's Hour Power.[9]
- 2019 - Nomeada oficial da Ordem do Império Britânico (OBE) nas honras de aniversário de 2019 por serviços prestados ao combate à mutilação genital feminina e à desigualdade de gênero.[24]